# Tianningtempel

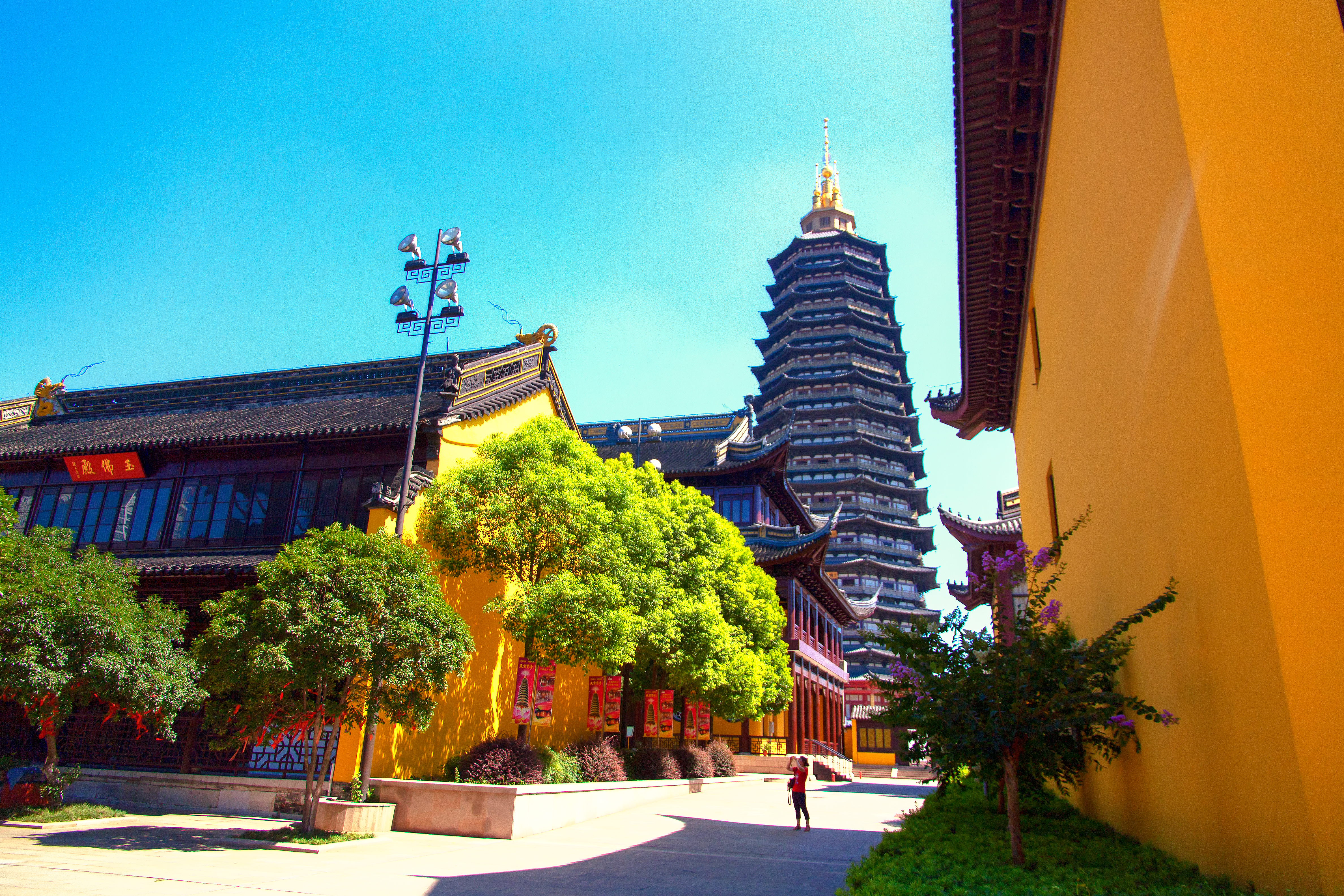
Tianningtempel met Tianningpagode

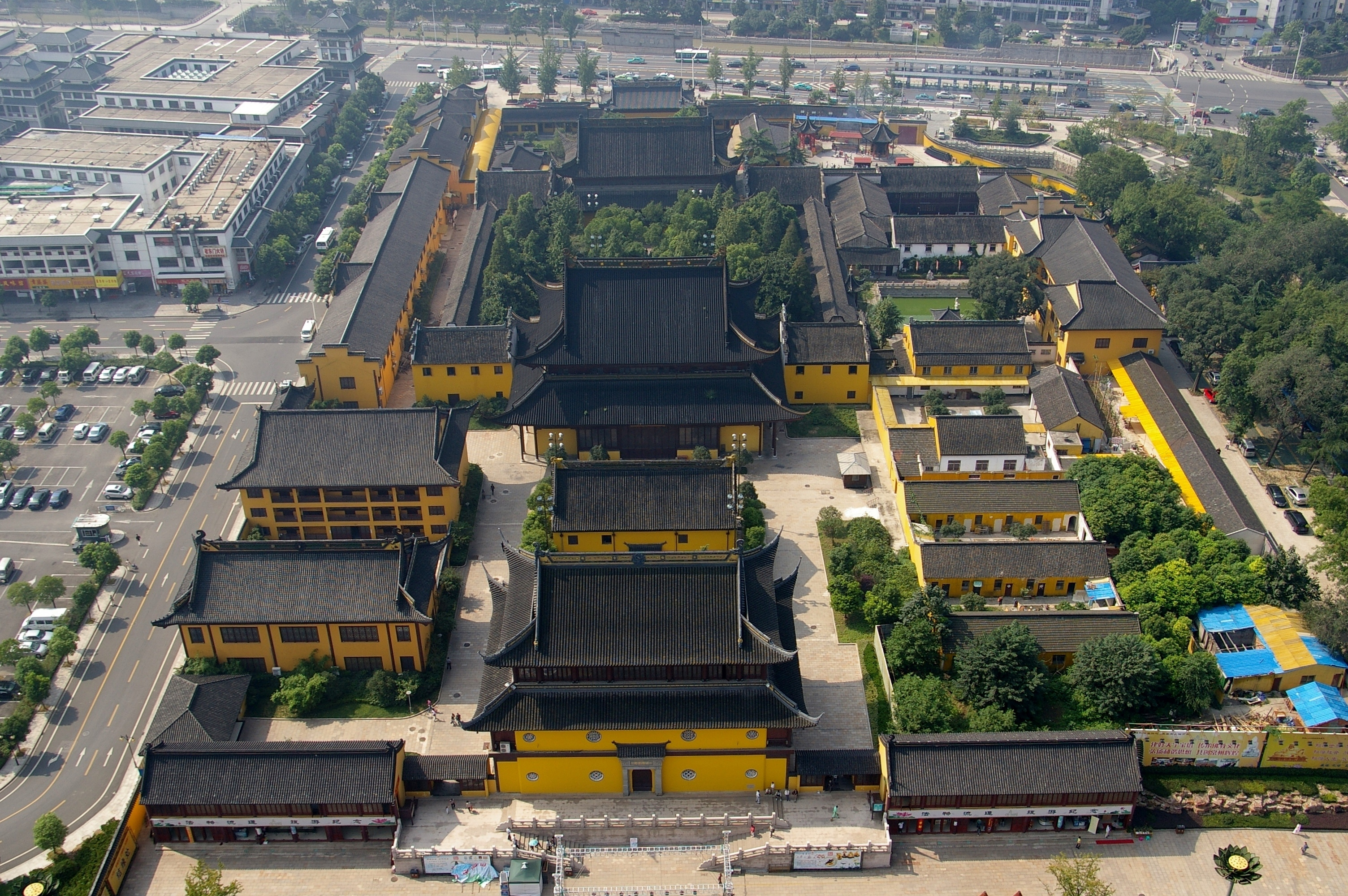
Zicht op de Tianningtempel van boven op de Tianningpagode

De Tianningtempel (vereenvoudigd Chinees: 天宁寺, traditioneel Chinees: 天寧寺, pinyin: Tiānníng Sì) is een boeddhistische tempel in Changzhou, in de Chinese provincie Jiangsu. De tempel staat bekend om zijn gigantische pagode, de Tianningpagode (天宁宝塔 / 天寧宝塔). 
De bouw begon in april 2002, de openingsceremonie voor het voltooide bouwwerk vond plaats op 30 april 2007, waar een menigte van honderden boeddhistische monniken zich verzamelde voor de ceremonie. Met 13 verdiepingen en een hoogte van 153,79 meter werd het in 2007 de hoogste pagode ter wereld, groter dan China's hoogste bestaande premoderne boeddhistische pagode, de Liaodipagode gebouwd in 1055 met een hoogte van 84 m. Hoewel de bestaande pagode in april 2007 werd gebouwd, hebben het tempelterrein en de pagode een geschiedenis van bouw en vernietiging in de afgelopen 1.350 jaar, sinds de tijd van de Tang-dynastie (618-907). De bouw van de pagode werd in 2001 voorgesteld door de Boeddhistische Vereniging van China, maar het verstrekken van gelddonaties voor de tempel was een internationale inspanning. Daarom werden leiders van 108 boeddhistische verenigingen en tempels wereldwijd uitgenodigd de openingsceremonie in de tempel bijwoonden. Op 25 mei 2006, tijdens de bouw, vlogen de lagere niveaus van de pagode in brand. Er werd echter geen blijvende schade aangericht.
De toren wordt ondersteund door een staalconstructie van 6.500 ton. Het terrein voor de pagode van de Tianningtempel beslaat een ruimte van 27.000 m². De pagode werd afgewerkt met goud en messing voor de daken (68.038 kg), extra bronzen en jade decoraties en hout geïmporteerd uit Myanmar en Papoea-Nieuw-Guinea. De bovenste verdieping van de pagode heeft een gouden torenspits en een grote bronzen bel met een gewicht van 30 ton. De totale bouwkosten bedroegen ongeveer 300 miljoen yuan.